# Kefferhausen
Kefferhausen ist ein Stadtteil von Dingelstädt im thüringischen Landkreis Eichsfeld.

## Geografie

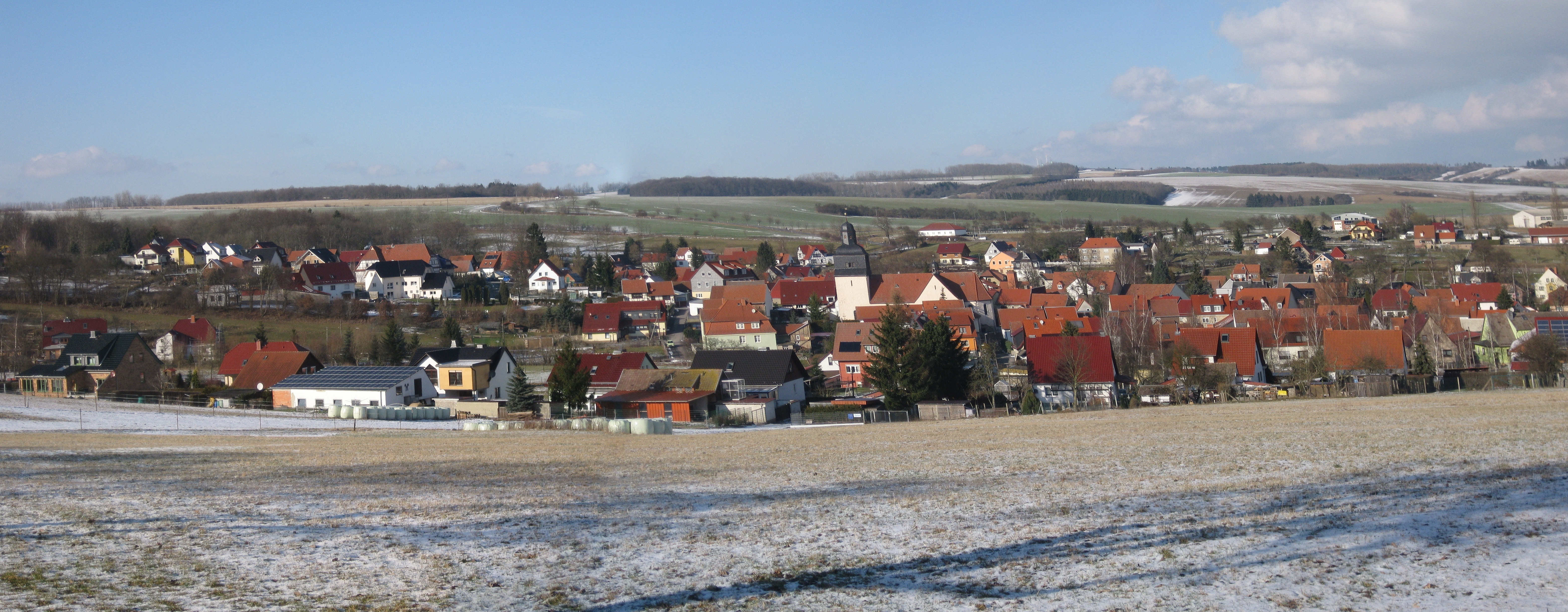
Kefferhausen im oberen Unstruttal

Kefferhausen liegt ungefähr 11 Kilometer südöstlich von Heilbad Heiligenstadt am Rande der Ostabdachung der Obereichsfelder Höhe (bis 520 m am Keffer), unweit nördlich verläuft der westliche Dün (bis 515 m am Hockelrain).
In Kefferhausen entspringt die Hauptwasserader Nordthüringens, die Unstrut.

### Nachbarorte
Nachbarorte sind Dingelstädt sowie die Dörfer Küllstedt, Wachstedt, Kreuzebra und Heuthen.

### Verkehr
Verkehrsmäßig angeschlossen ist Kefferhausen über die Kreisstraßen K 220 nach Dingelstädt, K 218 nach Kreuzebra und K 221 nach Küllstedt. Von 1880 bis 1994 war der Ort mit einem Haltepunkt an der Bahnstrecke Leinefelde–Schwebda zu erreichen, danach wurde dieser Streckenabschnitt stillgelegt. Nur 200 Meter südlich des Haltepunktes befindet sich das 25 Meter hohe und 52 Meter lange Eisenbahnviadukt über die Unstrut. Nördlich der Haltestelle befand sich ein beschrankter Bahnübergang mit einem Bahnwärterhäuschen.

### Haltepunkt Kefferhausen

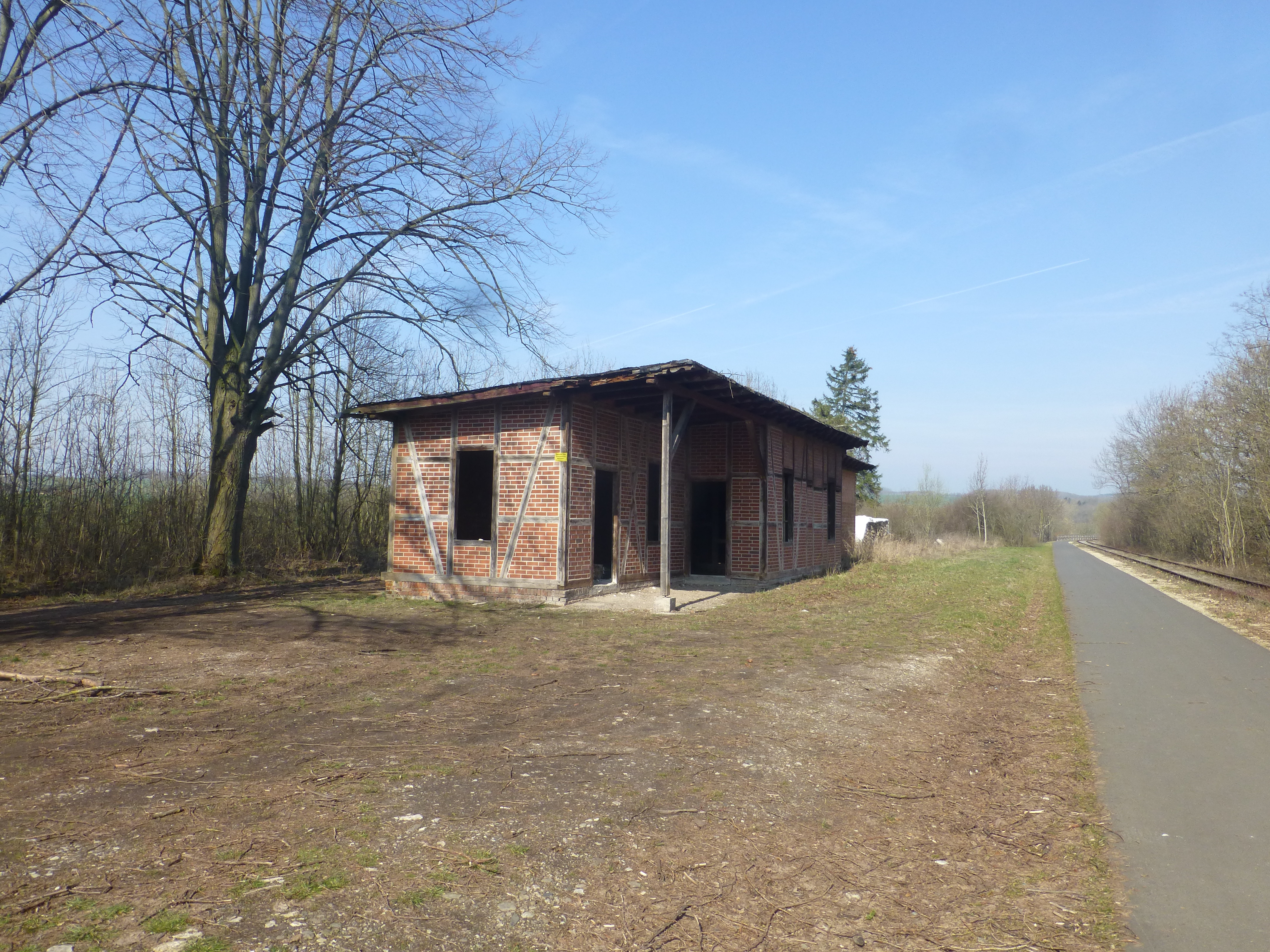
Der ehemalige Haltepunkt

Kefferhausen erhielt 1903 einen Haltepunkt an der zunächst eingleisigen Bahnstrecke Leinefelde–Treysa bei Kilometer 12,68 auf einer Höhe von 374,30 m ü. NN. Die Haltestelle bestand aus einem einstöckigen Fachwerkbau (mit Dienst- und Warteraum und einem Güterschuppen). Ob eine Planung zum Ausbau des Haltepunktes mit einem Ladegleis und Laderampe aus dem Jahr 1903 zur Ausführung kam, ist nicht bekannt. Ab 1904 gab es einen Stückgutverkehr. 1924 wurde ein Vertrag zwischen der Reichsbahn und der Gemeinde wegen Übernahme von Kosten durch die Gemeinde, ein Jahr später verzichtete die Bahn auf den Kostenbeitrag. Im Jahr 1994 wurde der Streckenabschnitt zwischen Dingelstädt und Küllstedt stillgelegt und der Haltepunkt geschlossen. Das Empfangsgebäude ist seit dieser zeit dem Verfall preisgegeben.

## Geschichte
Das Dorf wurde erstmals in einer Urkunde des Mainzer Erzbischofs Heinrich I. im Jahr 1146 als Schenkung derer von Kirchberg erwähnt. Landesherr war bis zur Säkularisation Kurmainz. Von 1802 bis 1807 war der Ort preußisch, dann gehörte er von 1807 bis 1813 zum Königreich Westphalen. Ab 1815 war er Teil der preußischen Provinz Sachsen. In dieser Zeit besaß der Ort etwa 1200 Einwohner, die ihrer Beschäftigung hauptsächlich außerhalb des Ortes, in den Fabriken Dingelstädts oder im Sommer als Tagelöhner nachgingen, da der Boden zur Bewirtschaftung nur unzureichende Voraussetzungen mit sich brachte. So lagen in der Kefferhäuser Flur 1496 Morgen Ackerland wüst. Diese Flur erhielt im Jahr 1606 eine bedeutende Vergrößerung, als das Land, die Wiesen und die Schäfereigerechtigkeit des zwischen Kefferhausen und Heuthen gelegenen, heute wüst gefallenen Ortes Werdigeshausen vom Mainzer Erzbischof und Kurfürsten Johann Schweikhard von Cronberg aufgekauft und Kefferhausen übertragen wurden.
Während des Zweiten Weltkrieges mussten polnische Zwangsarbeiter im Dorf arbeiten.
Am 7. April 1945 besetzte die US Army nach mehrstündigem Kampf, Panzergranaten- und Artillerie-Beschuss und Einsatz von Jagdbombern den Ort. Die Kirche wurde schwer beschädigt, ebenso viele Wohn- und Wirtschaftsgebäude. Feuerwehr und Einwohner löschten Brände auch während des Artillerie-Beschusses. Auf dem Gemeindefriedhof ruhen 22 deutsche Soldaten, 8 von ihnen namentlich unbekannt.
Ab Juli 1945 war Kefferhausen Teil der Sowjetischen Besatzungszone (SBZ) und ab 1949 Teil der DDR. Von 1961 bis zur Wende und Wiedervereinigung 1989/1990 lag der Ort nahe der innerdeutschen Grenze. Seit 1990 ist Kefferhausen Teil des neu gegründeten Bundeslandes Thüringen.
Am 1. Januar 2019 wurden die Landstadt Dingelstädt und die Gemeinden Kefferhausen, Helmsdorf, Kreuzebra und Silberhausen zur neuen Landstadt Dingelstädt zusammengeschlossen. Die Gemeinde Kefferhausen gehörte der Verwaltungsgemeinschaft Dingelstädt an.

## Wappen
Blasonierung: „In Grün mit blauem gewelltem Wellenschildfuß goldenes Mauerwerk mit Tor und drei Zinnen, darüber zwei aufrechte Lindenblätter schwebend.“

## Einwohnerentwicklung
Entwicklung der Einwohnerzahl (31. Dezember):
| - 1994: 824 - 1995: 823 - 1996: 813 - 1997: 822 - 1998: 833 - 1999: 820 | - 2000: 817 - 2001: 816 - 2002: 802 - 2003: 803 - 2004: 805 - 2005: 794 | - 2006: 794 - 2007: 796 - 2008: 785 - 2009: 780 - 2010: 778 - 2011: 759 | - 2012: 746 - 2013: 745 - 2014: 732 - 2015: 729 - 2016: 728 - 2017: 723 | - 2018: 722 |

 Datenquelle: Thüringer Landesamt für Statistik

## Partnerschaft
Kefferhausen unterhält seit 1994 eine innerdeutsche Partnerschaft zur Gemeinde Katzwinkel (Sieg) im Landkreis Altenkirchen in Rheinland-Pfalz.

## Kultur und Sehenswürdigkeiten

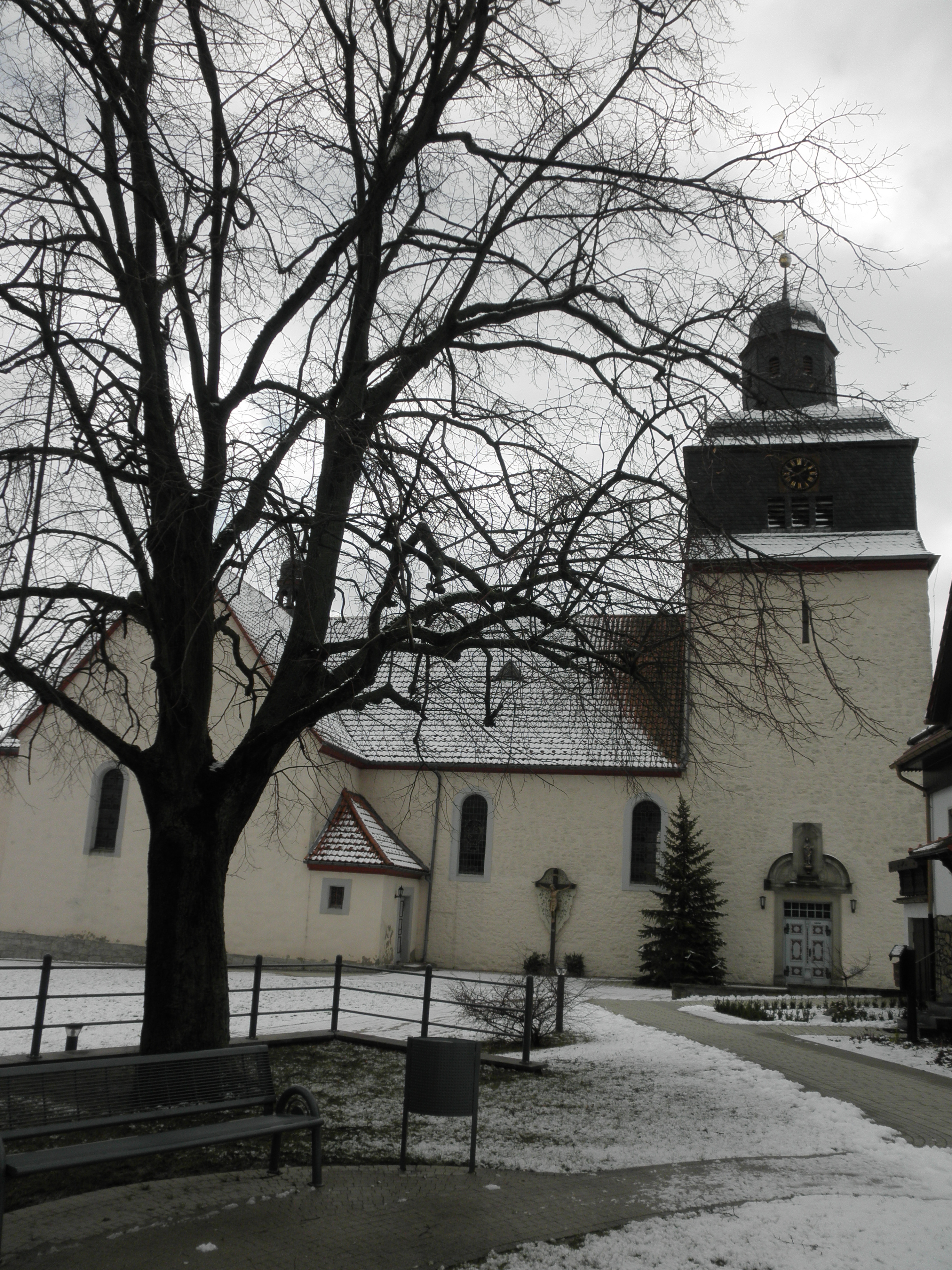
Katholische Pfarrkirche St. Johannes der Täufer in Kefferhausen

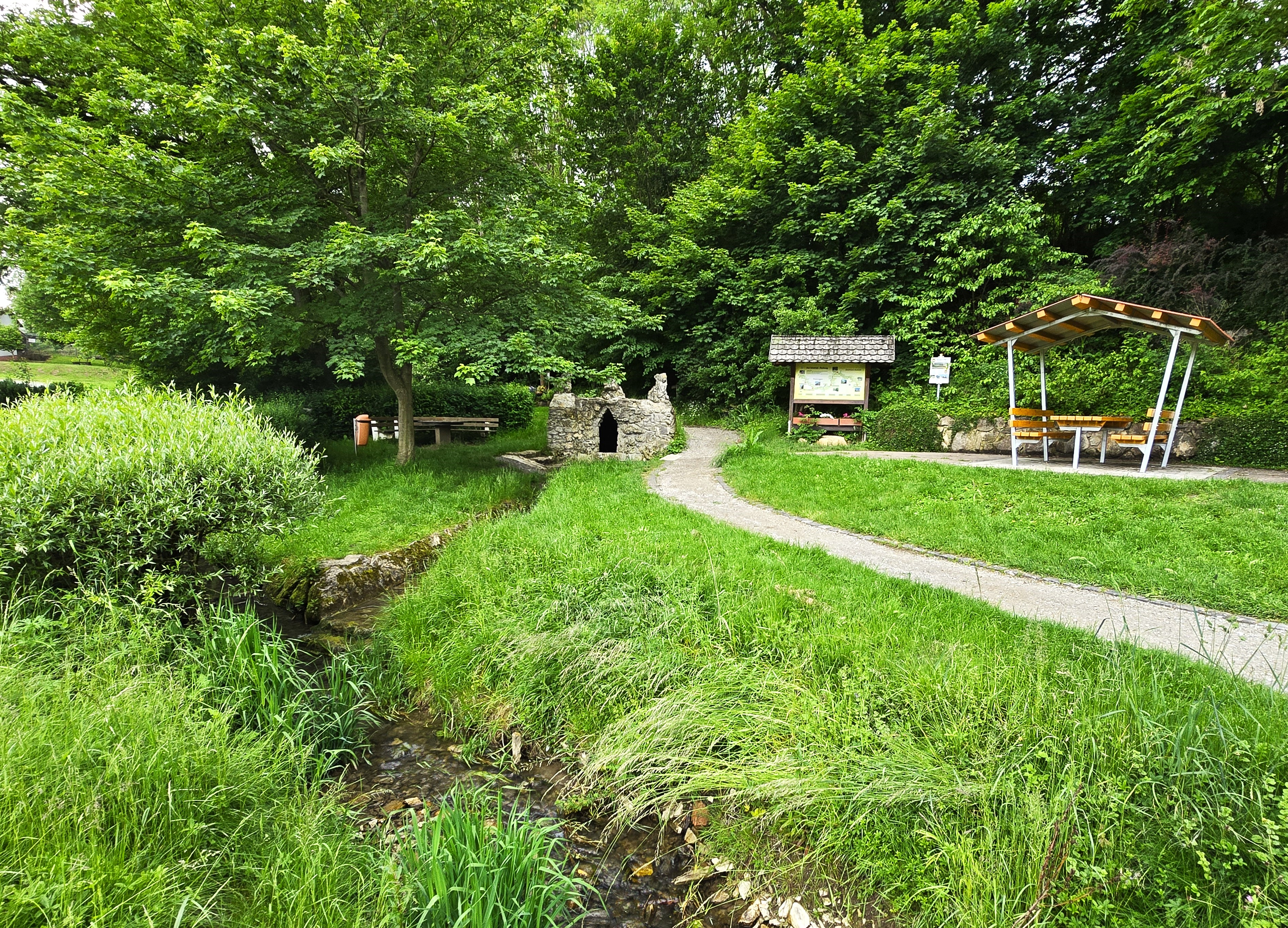
Quelle der Unstrut

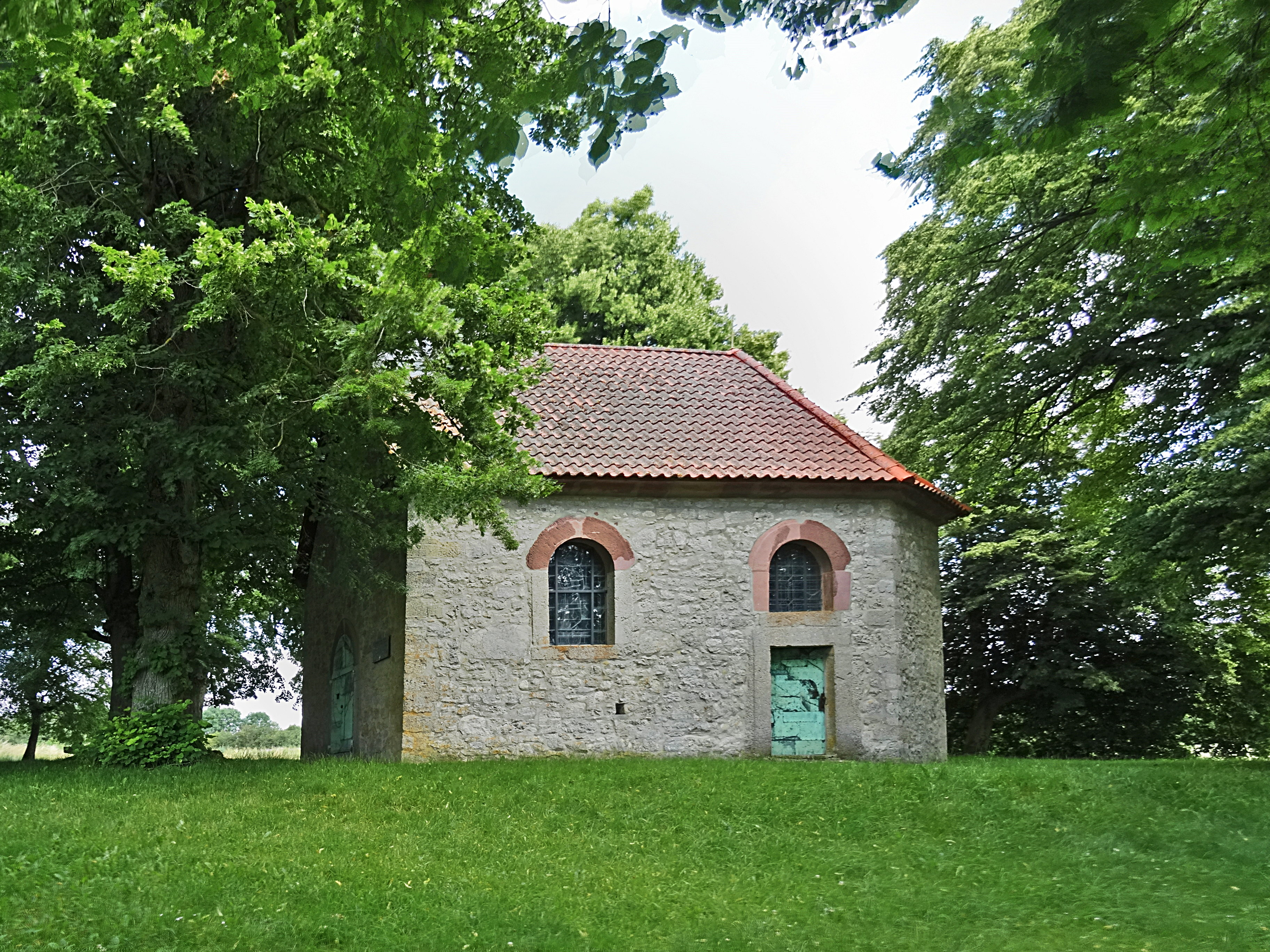
Werdigeshäuser Kirche (Wallfahrtskirche) westlich Kefferhausen

- Die Katholische Pfarrkirche St. Johannes der Täufer in Kefferhausen wurde 1686 geweiht und 1920/21 durch ein Querschiff und neuen Chorraum erweitert. Am 7. April 1945 erlitt sie durch US-Artillerie-Beschuss schwere Schäden.
- Seit 1998 ist die Werdigeshäuser Kirche, eine 250 Jahre alte Wallfahrtskapelle, vor allem auf Betreiben der Pfarrei St. Johannes der Täufer in Kefferhausen, zu der sie gehört, und der Kommune umfassend saniert worden. Ein Ort Werdigeshausen war 1221 urkundlich erwähnt worden, 1312 eine entsprechende Pfarrei. 1610 wurde das Dorf als Wüstung bezeugt. Die jetzige „Neue Kirche“ St. Cyriakus wurde 1750 unter Pfarrer Cyriakus Frankenberg an Stelle der alten errichtet.
- Unmittelbar um die Werdigeshäuser Kirche herum befinden sich 19 stattliche Lindenbäume, welche in der Erbauungszeit vor etwa 250 Jahren gepflanzt und jetzt als Naturdenkmale ausgewiesen wurden.[5]
- In Kefferhausen befindet sich die Unstrutquelle. Hier beginnen der Unstrut-Radweg und der Unstrut-Leine-Radweg.

### Brauchtum
Wallfahrten zur Werdigeshäuser Kirche finden jährlich am Dreifaltigkeitssonntag und um das Cyriakusfest (erster Sonntag im August) statt.

## Persönlichkeiten
- Franz Jäger (1875–1905), Oblate der Makellosen Jungfrau Maria, Missionar und Märtyrer